# Château de Lantilly
Pour les articles homonymes, voir Lantilly (homonymie).
 (mars 2017).
Le château de Lantilly situé sur la commune de  Cervon, dans le département de la Nièvre, est un manoir reconstruit aux XVIIe siècle et XIXe siècle sur les restes d'un édifice médiéval du XVIIe siècle partiellement détruit au cours des guerres de Religion.

## Historique

### Origine
La terre de Lantilly, dont le nom indique une origine romaine, était une seigneurie avec haute , moyenne et basse  justice mouvante du Comté de Château-Chinon et de la baronnie de Lormes-Challon. 
Située au Sud-Est de Corbigny, aux limites du Nivernais et du Comté de Château-Chinon, l'ancienne forteresse, posée sur la rive droite de l'Anguison, contrôlait la route antique venant de Corbigny.

### Propriétaires successifs
Famille de Torcy
- En 1504, la terre de Lantilly appartient à noble Jean de Torcy, écuyer, issu d'une des plus anciennes familles du Nivernais[3].
- En 1600, Jean, Charles et Claude de Torcy, écuyers, sont seigneurs de Lantilly et de Cervon, en partie[3].
- En 1637, Michel de Torcy, écuyer, est coseigneur de Lantilly avec Paul-Léonard de Remigny, baron de Joux, qui tient ses droits de sa femme Marguerite Savary de Brèves. Catherine de Torcy, mariée à Louis Le Bascle, baron d'Argenteuil, lui porte aussi une partie de la terre de Lantilly[3].

Familles Dugon et de Damas
- En 1765, Louis-Antoine de Torcy meurt au château de Lantilly sans de postérité. Lantilly passe alors à Claude-Robert Dugon, son neveu, comte de Boislamy, sieur de Monche et de Marcellange, et à Antoine-François-Henri, vicomte de Damas, seigneur de Guipy, qui font aveu en 1771.  Elie, vicomte Dugon, sieur de La Rochette, renouvelle ce devoir, au nom de Gabrielle Le Bascle, sa femme, dix ans après[3].

Famille de Certaines
- En 1788, le vicomte Dugon vend le château à Louis-Antoine de Certaines[3].

Famille Formé
- En 1803, La famille de Certaines vend à son tour Lantilly à Louis Formé[3].

Famille de Gabriac
- En 1850, Valentine Formé, petite-fille de Louis Formé, épousa le vicomte Alexis de Gabriac, ministre plénipotentiaire de France au Mexique sous Napoléon III, qui devient alors le nouveau propriétaire du Château[3].

Famille Ramillon
- En 1910, le château est acheté par Monsieur Albert Ramillon, la propriété est depuis dans la même famille.[réf. nécessaire]

Le château est maintenant converti en chambre d'hôte et accueil d'évènements familiaux et se  visite de juin à septembre tous les jours de 14h à 18h (fermé le mardi), le reste de l'année sur réservation.

## Description du château
L'ancienne maison forte qui comportait 6 tours avec une double enceinte de fossés alimentés par les eaux de la rivière, avec pont-levis, entourant la basse et haute cour ainsi que le donjon fut partiellement détruite au cours des guerres de Religion. Cinq des six tours d'enceinte ont disparu. De l'ensemble défensif ne subsistent que l'aile nord-ouest et sa tour, ainsi que l'aile nord-est en retour d'équerre. Un nouveau bâtiment fut reconstruit au cours des XVIIe siècle et XIXe siècle. À l'intérieur, le château conserve quelques vestiges médiévaux, des charpentes authentiques et un plafond à poutres et boudins de torchis.
Le bâtiment est entouré de deux circuits de douves en eau alimentées par la rivière et conserve l'ensemble de son système hydraulique comprenant une fontaine, des allées d'eau, ponts dormants et ponts déversoirs, buses, vannes, et dépendances.
Aujourd'hui l'accès se fait par un pont dormant à deux arches donnant sur une porte ouverte au centre de la façade Nord-est sous une voûte en plein cintre. L'ensemble possède des murs très épais et comprend trois niveaux, avec les combles. Certaines ouvertures furent ajoutées au XVIIe siècle. Il possède, d'origine, une fenêtre à baies géminées avec ses arcs en accolade. Il reste des consoles sur le côté Nord-Ouest.
Rez-de-chaussée
La porte d'entrée de la façade de l'aile Sud-est, donnant sur la cour intérieure, est à jambages en bossages en harpe chanfreinés et plate bande à claveaux passant un sur deux. La tour, construite sur une butte talus, comprend deux niveaux. Son soubassement est percé de canonnières. Elle est coiffée d'un toit à quatre pentes très raides qui prend appui sur des solives formant encorbellement. Les ouvertures des anciens hourds sont conservées. La première enceinte extérieure comporte une large douve et une tour ronde qui fut aménagée au XXe siècle. En 1810, la cour est rehaussée de quelques centimètres, à la suite de la destruction de cinq des six tours d'origine, pour éviter que l'eau des douves ne l'inondent, décision du propriétaire, Louis Formé de Framicourt.
Pour accéder à l'étage, un escalier datant du XVIIe siècle remplace l'ancien escalier à vis du Moyen Âge. Cet escalier est fait en pierre bleue, et garde des croisées d'ogive en bois.

## Éléments protégés
- Les douves, le boutron et le colombier (cad.G 654,653,651) font l'objet d'une inscription au titre des monuments historiques par arrêté du 6 novembre 1985[2].

- Intérieurement, la salle décorée au XIXe siècle située au rez-de-chaussée, l'escalier, la salle avec le plafond en poutres et torchis située à l'étage, la chambre avec la grande cheminée à l'étage, ainsi que, extérieurement, les façades, les toitures et les dépendances, le jardin et les structures d'eau, en incluant les aménagements hydrauliques (cad.F 43 ; G 640, 642 à 651, 653, 656, à 661, 663, 664, 693, 785, à 788, 790 à 796, 825, 826 ; ZV 11,35)  font l'objet d'une inscription au titre des monuments historiques par arrêté du 18 août 2005[2].